# Sabinacantha
Sabinacantha is een geslacht van uitgestorven slangsterren uit de familie Ophiacanthidae. Vertegenwoordigers van dit geslacht zijn slechts als fossiel bekend.

## Soorten
- Sabinacantha archetypa Thuy, 2013 †